# ویکرام کومار
ویکرام ک. کومار یک کارگردان فیلم هندی است که در تلوگو، تامیلو بالیوود فیلم‌سازی کرده‌است. او در مدت ۱۵ سال تنها ۶ فیلم ساخته‌است.

## حرفه‌ای
کومار فارغ‌التحصیل از مدرس کالج مسیحی در چنای است. او در مارس ۱۹۹۷ به Priyadarshan به عنوان کارگردان پیوست و روی فیلم Chandralekha به عنوان دستیار کارگردان مشغول بود. او همچنین مشغول به کار با Priyadarshan در فیلم‌های Doli Saja Ke Rakhna و Hera Pheri بود.
در سال ۱۹۹۸ او اولین جایزه کارگردانی خود به نام ملی فیلم جایزه بهترین آموزشی/انگیزشی/دانلود آموزش فیلم را دریافت کرد.

## فیلم‌شناسی
| Films that have not yet been released | نشان دهنده فیلم که هنوز منتشر نشده‌است |

| سال  | فیلم                        | زبان    | یادداشت                                                |
| ---- | --------------------------- | ------- | ------------------------------------------------------ |
| ۱۹۹۸ | فریاد سکوت                  | انگلیسی | ملی فیلم جایزه بهترین آموزشی/انگیزشی/دانلود آموزش فیلم |
| ۲۰۰۱ | عشق                         | تلوگو   |                                                        |
| ۲۰۰۳ | موج                         | تامیل   |                                                        |
| ۲۰۰۹ | همه خوب هستند               | تامیل   |                                                        |
| ۲۰۰۹ | 13B                         | هندی    | تلوگو                                                  |
| ۲۰۱۲ | Ishq                        | تلوگو   |                                                        |
| ۲۰۱۴ | منم                         | تلوگو   | فیلم فیر جایزه بهترین کارگردان - Telugu                |
| ۲۰۱۶ | ۲۴                          | تامیل   |                                                        |
| ۲۰۱۷ | Untitled فیلم با Allu Arjun | تلوگو   | قبل از producation                                     |

## جوایز
ملی جوایز فیلم
- ملی فیلم جایزه بهترین آموزشی/انگیزشی/دانلود آموزش فیلم (مدیر) فریاد سکوت ۱۹۹۸

Filmfare Awards جنوبی
- فیلم فیر جایزه بهترین کارگردان - تلوگو - منم (۲۰۱۴)